# Liste der Elektrolokomotiven der Maurienne-Strecke
Diese Liste führt die Lokomotiven auf, welche für den Einsatz auf der von 1925 bis 1976 teilweise mit Stromversorgung aus dritter Schiene ausgerüstete Maurienne-Strecke auf der französischen Seite der Mont-Cenis-Bahn eingesetzt waren.

## Elektrifizierung der Maurienne-Strecke
1921 beschloss die Compagnie des chemins de fer de Paris à Lyon et à la Méditerranée (PLM), den Streckenabschnitt Chambéry–Modane mit 1500 V Gleichstrom zu elektrifizieren, wobei dieser als Versuchsbetrieb für eine spätere Elektrifizierung der Strecke Marseille–Nizza dienen sollte. Im Jahre 1925 konnte der elektrische Betrieb auf dem Abschnitt Chambéry–St-Pierre d’Albigny, 1929 bis Saint-Jean-de-Maurienne und 1930 bis zum italienischen Grenzbahnhof Modane aufgenommen werden. Die Lokomotiven bezogen die Energie auf freier Strecke aus einer seitlich angeordneten Stromschiene, nur in den Bahnhöfen wurde eine einfache Fahrleitung benutzt. Einzig der Bahnhof Modane war mit Stromschiene elektrifiziert, weil er bereits mit der doppelpoligen Fahrleitung für den 3600 V-Drehstrombetrieb der italienischen Staatsbahn ausgerüstet war. 1933 wurde der restliche Teil der Maurienne-Strecke von Culoz nach Chambéry mit Fahrleitung überspannt. Der Stromschienenbetrieb wurde bis 1973 aufrechterhalten, danach begann die Umstellung auf durchgehenden Fahrleitungsbetrieb. Der Abbau der dritten Schiene war 1976 beendet.

## PLM-Versuchslokomotiven
Die PLM bestellt 1922 vier Versuchslokomotiven, die zwischen 1925 und 1928 auf dem Abschnitt Chambéry–St-Pierre d’Albigny erprobt wurden und bis auf die 242 CE in den regulären Betrieb übernommen wurden.
| Baureihe PLM | Baureihe SNCF | Hersteller                | Anzahl | Baujahr | Ausrangiert   | Achsfolge     | Technik | Kommentar                     | Bild |
| ------------ | ------------- | ------------------------- | ------ | ------- | ------------- | ------------- | --- | ----------------------------- | ---- |
| 242 AE       | 2BB2 3200     | SACM                      | 1      | 1926    | 1967          | (2’Bo)–(Bo2’) | - ein Drehgestell mit Westinghouse-Federantrieb - ein Drehgestell mit Gelenkmechanismus mit „Tanzendem Ring“ |                               |      |
| 242 BE       | 2BB2 3300     | Batignolles-Châtillon MFO | 1      | 1925    | ungefähr 1961 | (2’Bo)–(Bo2’) | Oerlikon-Einzelachsantrieb                                                                                   | zur 262 AE weiterentwickelt   |      |
| 242 CE       |               | Fives-Lille               | 1      | 1925    | 1927          | 2’B1+1B2’     | Stangenantrieb nach Auvert                                                                                   | nach Elektrobrand ausrangiert |      |
| 161 AE       | 1ABBA1 3500   | Schneider Alsthom         | 1      | 1925    | 1967          | 1A’Bo’+Bo’A1’ | Tatzlager-Antrieb                                                                                            | zur 161 BE weiterentwickelt   |      |

## PLM-Lokomotiven
Nach den Versuchen auf dem Abschnitt Chambéry–St-Pierre d’Albigny bestellte die PLM 30 Güterzugs- und 4 Schnellzuglokomotiven.
| Baureihe PLM | Baureihe SNCF | Hersteller                | Anzahl | Baujahr   | Ausrangiert | Achsfolge     | Technik                    | Kommentar                                        | Bild |
| ------------ | ------------- | ------------------------- | ------ | --------- | ----------- | ------------- | -------------------------- | ------------------------------------------------ | ---- |
| 161 BE       | 1ABBA1 3600   | Schneider Alsthom         | 10     | 1927      | 1973        | 1A’Bo’+Bo’A1’ | Tatzlager-Antrieb          | aus 161 AE weiterentwickelt                      |      |
| 161 CE       | 1CC1 3700     | CEF Alsthom               | 10     | 1928      | 1972        | (1’C)–(C1’)   | Tatzlager-Antrieb          |                                                  |      |
| 161 DE       | 1CC1 3800     | CEM Fives-Lille           | 10     | 1927      | 1973        | 1’C+C1’       | Tatzlager-Antrieb          |                                                  |      |
| 262 AE       | 2CC2 3400     | Batignolles-Châtillon MFO | 4      | 1929–1930 | 1974        | (2’Co)–(Co2’) | Oerlikon-Einzelachsantrieb | Schnellzuglokomotive aus 262 BE weiterentwickelt |      |

## SNCF-Lokomotiven
Mit dem Ansteigen des Verkehrs zwischen Frankreich und Italien nach dem Zweiten Weltkrieg musste die SNCF den Bestand an Lokomotiven, die auf der Maurienne-Strecke verkehren konnten, erhöhen. Die Anzahl Lokomotiven bezieht sich auf die tatsächlich auf der Strecke eingesetzten.
| Baureihe SNCF | Hersteller              | Anzahl | Baujahr          | Ausrangiert | Achsfolge | Technik                                     | Kommentar | Bild |
| ------------- | ----------------------- | ------ | ---------------- | ----------- | --------- | ------------------------------------------- | --- | ---- |
| 1C 1000       | CEM Fives-Lille SNCF    | 1      | 1927 (1949)      | 1966        | 1’C       | Tatzlager-Antrieb                           | Rangierlok aus einer Hälfte der bei einem Bombenangriff beschädigten SNCF 1CC1 3805 umgebaut                                                       |      |
| BB 1–80       | Schneider Alsthom       | 22     | 1924–1927 (1960) | 1970        | Bo’Bo’    | Tatzlager-Antrieb                           | für den Einsatz auf der Maurienne-Strecke umgebaute Lokomotiven der Chemin de fer de Paris à Orléans (PO), die in Doppeltraktion eingesetzt wurden |      |
| CC 7100       | Alsthom Fives-Lille CEM | 6      | 1952–1955 (1959) | 1985–2001   | Co’Co’    | Gelenkmechanismus mit „Tanzendem Ring“      | |      |
| CC 6500       | Alsthom Fives-Lille CEM | 20     | 1969–1975        | 2006–2007   | C’C’      | Einmotordrehgestelle mit Hohlwellen-Antrieb | |      |